# Johannes Kaltenboeck
Johannes Kaltenboeck (* 29. Juni 1853 in Bozen; † 25. Oktober 1927 in Stuttgart) war ein österreichischer Schriftsteller.

## Leben
Johannes (recte: Alfred Johann) Kaltenboeck verfasste unter den Pseudonymen Max Felde, Fritz Holten und Andries van Straaden zahlreiche Abenteuerromane und mit Ausbruch des Ersten Weltkriegs auch zahlreiche patriotische Kriegserlebnisse. Über sein Leben ist nur wenig bekannt. Erst gegen 1897 tritt er als Herausgeber der Knaben-Zeitung Der Gute Kamerad und redaktioneller Betreuer der Mädchenzeitung Das Kränzchen in Erscheinung. Diese Posten bekleidete er bis 1917.

## Werke

### Pseudonym Max Felde
- Der Arrapahu, 1900
- Addy, der Rifleman, 1900
- Das Astoria-Abenteuer, 1901
- Villa Biberheim, 1903
- Der Sohn der Wälder, 1905
- Abd ur Rahman, der Muzlime, 1909

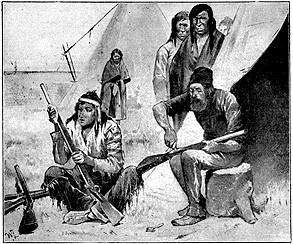
Illustration von Walter Zweigle in der Erstausgabe von Der Sohn der Wälder, 1905

- Denkwürdige Kriegserlebnisse, 1915
- Mit vereinten Kräften, 1916
- Das Gold vom Sacramento, 1917

### Pseudonym Andries van Straaden
- Der Depeschenreiter, 1901

### Pseudonym Fritz Holten
- Das Polarschiff, 1910
- Das Aeromobil, 1912

### Kinder
- Von seinen 6 Kindern wurde Bodo Kaltenboeck ebenfalls Schriftsteller.